# Arnulf Rainer
Pour les articles homonymes, voir Rainer.
Arnulf Rainer, né le 8 décembre 1929 à Baden en Autriche, est un peintre et dessinateur autrichien connu pour son art informel abstrait et ses portraits retouchés et griffés.

## Biographie
Arnulf Rainer grandit avec un frère jumeau, qui voulait devenir peintre, mais qui est ensuite devenu avocat. De 1940 à 1944, il fréquente l'Institut national d'éducation politique à Traiskirchen mais il  quitte l'école parce qu'un professeur d'art le force à imiter la nature.
En 1947, il assiste  à une exposition d'art contemporain international organisé par le British Council à Klagenfurt, il y découvre les œuvres de Paul Nash, Francis Bacon, Stanley Spencer, Henry Moore. 
À la demande de ses parents, il étudie la construction de bâtiments à partir de 1947 à l'école d'architecture de Villach et obtient son diplôme en 1949. La même année, il est admis à l'Académie des Arts appliqués de Vienne, qu'il quitte après seulement une journée en raison d'une controverse artistique. Peu de temps après, il s'inscrit à l'Académie des beaux-arts de Vienne, mais quitte également cette école trois jours après avoir réussi l'examen d'entrée, car ses œuvres avaient été décrites par le jury comme « dégénérées ».
En 1950, il fonde le Hundsgruppe avec Ernst Fuchs, Anton Lehmden, Arik Brauer, Wolfgang Hollegha, Josef Mikl (de) et Markus Prachensky (de), il  expose avec eux une fois (la seule) en 1951. 
Il se tourne un temps vers l'art brut et travaille dans un asile d'aliénés.
Puis, il rend visite à André Breton à Paris à l'été 1951, accompagné de Maria Lassnig.
En février 1952, Rainer présente ses œuvres à la Galerie Kleinmayr à Klagenfurt. En mars de la même année, il expose en solo à la Zimmergalerie Franck à Francfort ; exposition qui est aujourd'hui considérée comme l'une des premières manifestations d'art informel en Europe. Les manifestes rédigés par Rainer "Malerei um die Malerei zu verlassen" et "Das Eine gegen das Andere" ont été imprimés dans le catalogue joint.
En 1953, Rainer rencontre à Vienne le prêtre catholique Otto Mauer qui, un an plus tard, fonde la Galerie nächst St. Stephan, avec laquelle il promeut l'avant-garde autrichienne. En novembre 1955, Mauer inaugure la première exposition personnelle de Rainer à la Galerie St. Stephan. 
En 1959, il crée avec  ses amis Hundertwasser et Fuchs une "anti-académie" à Vienne. Au début des années 1960, Arnulf Rainer commence une série de photographies. Arnulf Rainer est initié à la gravure en 1965. À la fin de cette décennie, l'artiste flagelle, défigure et torture sa propre image dans la série des «Faces-Farces».
Ce travail devient essentiel à sa recherche de transformation de son propre moi, Rainer prend des photos de ses mains, pieds, doigts, et pratique l'Art corporel, il poursuit avec la série des masques mortuaires.
En 1966, il expérimente le LSD, dans une clinique de Lausanne. 

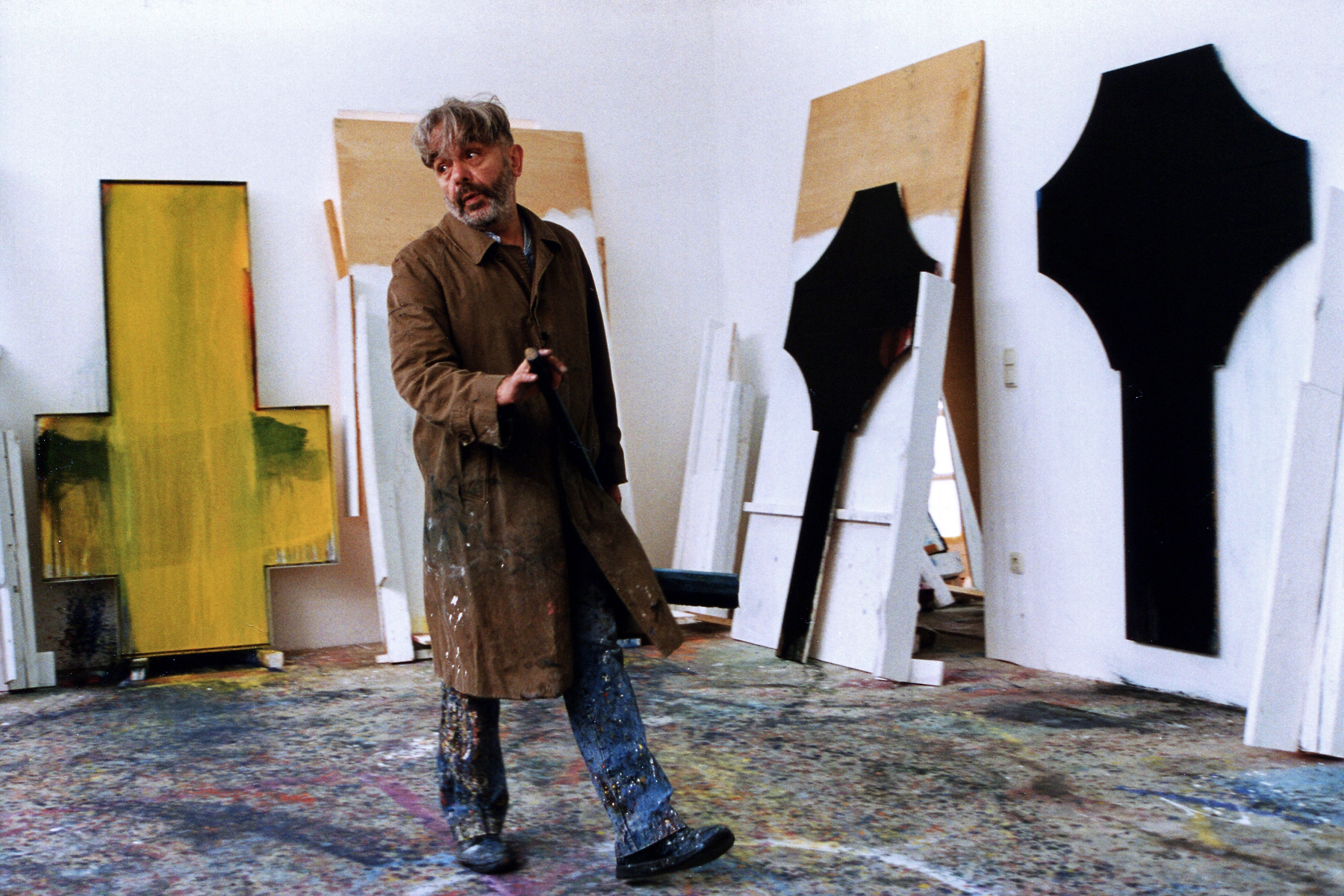
Rainer dans Arnulf Rainer - Sternsucher dans le film de 1994 de Herbert Brödl

À partir de 1982, Arnulf Rainer entreprend le cycle des séries des "Hiroshima" et des "Christs stigmatisés".
Dans les années 90 et 2000, Rainer recouvre de dessins, peintures ou graffitis, les portraits de stars du cinéma et de la musique. 
En 1992, dans le cadre d'une commande publique, il a réalisé pour la Chalcographie du Louvre trois gravures à la pointe sèche intitulées Vue du Louvre et de la Grande Galerie du côté des offices,Vue en perspective du palais des Tuileries du côté de l’entrée et Vue et perspective du palais et des jardins des Tuileries.
Le musée Arnulf Rainer a été ouvert à New York en 1993.
Arnulf Rainer vit et travaille à Vienne et Enzenkirchen.

## Œuvre
Après un premier virage vers le surréalisme, Rainer s'est approché du tachisme et de l’art informel. Depuis le début des années 1950, il peint sur ses propres photos et celles des autres. Dans ce processus, il s'est particulièrement fait connaître par des surimpressions photographiques d'autoportraits, connues sous le nom de ‘’Face Farces’’. Il réalise ses premières sur-peintures sur des images qui ne sont pas les siennes par manque de matière. De 1958 à 1963, Sam Francis, Georges Mathieu, Emilio Vedova, Victor Vasarely et d'autres artistes lui fournissent des œuvres à repeindre.
À partir du milieu des années 1970, il s'est tourné vers la peinture gestuelle . Parallèlement, inspiré par d'autres artistes, il crée des séries de "Art sur Art" : Rainer a retravaillé des photos d'après Gustave Doré, Anton Maria Zanetti, Leonardo da Vinci, Franz Xaver Messerschmidt et autres. Le cycle d'Hiroshima, une série de dessins et de photographies de la ville détruite, a été présenté dans dix-sept villes européennes à partir de 1982. Dans son travail tardif, Rainer s'est intensément occupé de photographie.
- Pierre Molinier Übermalung #5, technique mixte, 2008, 33,3 × 23,2 cm,
- Selfportrait n° 12 Kompost, 1972, techniques mixtes sur photographie, 50,7 × 61 cm, musée d'art de Toulon.
- Finger Painting, 1975, techniques mixtes sur papier, 59,5 × 47,5 cm, musée d'art de Toulon.

## Expositions personnelles
- 1951 : Galerie Kleinmayr, Klagenfurt, Autriche
- 1952 : Galerie Franck, Francfort, Allemagne
- 1954 : Galerie Würthle, Vienne, Autriche. Proportionsanordnungen
- 1956 : Galerie nächst St. Stephan, Vienne, Autriche. Kruzifikationen
- 1957 : Wiener Secession, Vienne, Autriche. Monochrome Komplexe 1955 bis 1957
- 1960 : Galerie nächst St. Stephan, Vienne. Übermalungen
- 1961 : Galleria del Cavallino, Venise
- 1962 : Galerie Schmela, Düsseldorf, Allemagne
- 1962 : Minami Gallery, Tokyo, Japon
- 1964 : Galerie Springer, Berlin, Allemagne
- 1968 : Museum des 20. Jahrhunderts, Vienne, Autriche. Retrospektive
- 1969 : Galerie Ariadne, Vienne, Autriche. Arnulf Rainer. TRRR. Zeichnungen 1947-51
- 1970 : Kunstverein Fribourg-en-Brisgau, Allemagne
- 1970 : Galerie Van de Loo, Munich, Allemagne. Face Farces 1965-1969
- 1970 : Galerie Müller, Stuttgart et Cologne, Allemagne
- 1971 : Kunstverein Hamburg, Hambourg, Allemagne. Retrospektive
- 1972 : musée Busch-Reisinger, Cambridge (Massachusetts), États-Unis
- 1972 : documenta 5, Kassel. Individuelle Mythologie
- 1973 : Graphische Sammlung Albertina, Vienne, Autriche
- 1974 : Kunstverein Bremerhaven, Allemagne
- 1974 : Kunstraum, Munich, Allemagne. Gestische Handmalereien
- 1975 : Hessisches Landesmuseum, Darmstadt Allemagne. Arbeiten 1948-1975
- 1975 : Galerie Stadler, Paris, France. Face Farces, Bodyposes 1968-1975
- 1976 : Neue Galerie der Stadt Linz, Autriche. Face Farces: Fotoübermalungen und Fotoüberzeichnungen 1969-1976
- 1976 : Kulturhaus, Graz. Misch- und Trennkunst (avec Dieter Roth)
- 1977 : documenta 6, Cassel, Allemagne
- 1977 : Kunsthalle, Berne, Suisse. Retrospektive
- 1977 : Städtische Galerie im Lenbachhaus, Munich, Allemagne. (Exposition de la Kunsthalle Berne)
- 1977 : Kunstraum, Munich, Allemagne. Photoüberzeichnungen Franz Xaver Messerschmidt
- 1977 : Kestner Gesellschaft, Hanovre, Allemagne. (Exposition de la Kunsthalle Berne et de la Lenbachhaus Munich)
- 1978 : Pavillon autrichien, Biennale Venise, Italie. Linguaggio del corpo, Körpersprache, Body language
- 1978 : Österreichische Galerie im Belvedere, Vienne, Autriche. Totenmasken
- 1979 : Association d'art de Francfort, Allemagne. Totenmasken
- 1979 : Württembergischer Kunstverein, Stuttgart, Allemagne
- 1979 : Galerie Ulysses, Vienne, Autriche. Frauenakte - Frauenposen
- 1980 : Nationalgalerie, Berlin, Allemagne. Retrospektive
- 1981 : Staatliche Kunsthalle, Baden-Baden, Allemagne
- 1981 : Städtisches Kunstmuseum, Bonn, Allemagne
- 1981 : Museum des 20. Jahrhunderts, Vienne, Autriche
- 1981 : Stedelijk van Abbemuseum, Eindhoven, Pays-Bas. Retrospektive
- 1981 : Whitechapel Art Gallery, Londres, Royaume-Uni
- 1981 : Walker Art Center, Minneapolis, Etats-Unis
- 1982 : Suermondt Museum, Aix-la-Chapelle, Allemagne. Kruzifikationen 1951-1980
- 1982 : Louisiana Museum of Modern Art, Humlebaek, Danemark
- 1982 : Galerie m, Bochum, Hiroshima, Japon
- 1982 : documenta 7, Cassel, Allemagne
- 1983 : Wilhelm-Hack-Museum, Ludwigshafen, Allemagne
- 1983 : Kunstmuseum Hannover mit Sammlung Sprengel, Hanovre, Allemagne
- 1983 : Museum van Hedendaagse Kunst, Gand, Belgique
- 1984 : Kunstmuseum, Düsseldorf, Allemagne
- 1984 : Städtisches Museum, Mönchengladbach, Allemagne. Face Farces und Gesichter mit Goya
- 1984 : Musée national d'art moderne, Centre Georges-Pompidou, Paris, France. Mort et Sacrifice[10]
- 1984 : Stedelijk van Abbemuseum, Eindhoven, Pays-Bas. Retrospektive
- 1985 : Nationalgalerie, Berlin, Allemagne. Theater/Minetti
- 1985 : Galerie Maeght Lelong, Zurich, Suisse
- 1985 : Museum of Modern Art, Oxford, Royaume-Uni
- 1985 : Galerie Ulysses, Vienne, Autriche. Totenmasken
- 1986 : Ritter Art Gallery, Floride Atlantic University, Boca Raton, Etats-Unis. The Self-Portraits
- 1986 : The Grey Art Gallery and Study Center, New York University, Etats-Unis
- 1986 : North Carolina Museum of Art, Raleigh, Etats-Unis
- 1986 : Abbazia di San Gregorio, Venise, Italie
- 1986 : Neue Galerie - Sammlung Ludwig, Aix-la-Chapelle, Allemagne. Umkreisen und Durchdringen: Christusgesichter
- 1986 : Kunst-Station, Francfort-sur-le-Main, Allemagne, Gesichter Christus Gesichter
- 1987 : Centre Saidye Bronfman, Montréal, Canada
- 1987 : Magasin, Centre national d'art contemporain, Grenoble, France. Métaphores de la mort
- 1987 : Musée des beaux-arts, Lausanne, Suisse. Arnulf Rainer, Louis Soutter, Les doigts peignent - Die Finger malen
- 1987 : Schirn Kunsthalle, Francfort, Allemagne
- 1987 : musées royaux des beaux-arts, Bruxelles, Belgique. Masqué - Démasqué
- 1987 : Museum Overholland, Amsterdam, Pays-Bas
- 1988 : Oberösterreichische Landesgalerie, Linz, Autriche. Verdeckt - Entdeckt
- 1988 : Museen Haus Lange und Haus Esters, Krefeld, Allemagne. Arnulf Rainer. Werke der fünziger bis achtziger Jahre
- 1988 : Neue Galerie, Staatliche und Städtische Kunstsammlungen, Cassel, Allemagne
- 1988 : Städtisches Museum, Schloß Morsbroich, Leverkusen, Allemagne. Zeichnungen 1949-85
- 1989 : Städtische Galerie, Ratisbonne, Allemagne
- 1989 : Kunstverein, Brunswick, Allemagne
- 1989 : Solomon R. Guggenheim Museum, New York, Etats-Unis. Retrospektive
- 1989 : Festspielhaus, Bregenz, Autriche. Enzyklopädie und Revolution
- 1989 : Museum of Contemporary Art, Chicago, Etats-Unis
- 1989 : Historisches Museum der Stadt, Vienne, Autriche
- 1989 : Moore College of Art and Design, Philadelphie, Etats-Unis. Drawing on Death
- 1990 : Castello di Rivoli, Turin, Italie
- 1990 : musée municipal de La Haye, Pays-Bas
- 1990 : Bonnefanten Museum, Maastricht, Pays-Bas. Hommage aan Vincent Van Gogh
- 1990 : Städtisches Kunstmuseum, Bonn, Allemagne. Übermalte Bücher
- 1990 : Musée de la Sarre, Sarrebruck, Allemagne. Arnulf Rainer. Werke 1980-1990
- 1990 : Galerie Lelong, Paris, France
- 1991 : Malmö Konsthall, Malmö, Suède
- 1991 : Brandenburgische Kunstsammlungen, Cottbus, Allemagne
- 1991 : Maximilianverlag, Munich, Allemagne. Frühe Graphikübermalungen
- 1991 : Galerie Stadler, Paris, France
- 1992 : The Menil Collection, Houston, Etats-Unis. Young Cross
- 1992 : Kunst-Station St. Peter, Cologne, Allemagne. Kreuz-Weisen
- 1992 : Kärntner Landesgalerie, Klagenfurt, Allemagne. Topografia superiore - Carinzia/Venezia
- 1992 : Fundacao de Serralves, Porto, Portugal. Obras Recentes
- 1993 : Kunsthalle Dominikanerkirche, Osnabrück, Allemagne
- 1993 : Hessisches Landesmuseum, Darmstadt, Allemagne
- 1993 : Oberösterreichischer Kunstverein, Linz, Autriche. Fossilien
- 1993 : Moderna Galerija, Ljubljana, Slovénie
- 1994 : Museum Moderner Kunst, Passau, Allemagne
- 1994 : Kunsthalle, Recklinghausen, Allemagne
- 1994 : Schömer - Haus, Klosterneuburg, Autriche. Retrospektive
- 1995 : Museum für Moderne Kunst, Bolzano, Italie. Lucio Fontana - Arnulf Rainer. Über das Bild hinaus
- 1995 : Nationalmuseum Cotroceni, Bucarest et Musée national Brukenthal, Sibiu, Roumanie. Katastrophen und Desaster
- 1995 : Internationales Kulturzentrum Egon Schiele, Krumau, République Tchèque. Überzeichnungen Übermalungen
- 1996 : Kärntner Landesgalerie, Klagenfurt, Autriche. Natur - Mikrokosmos Makrokosmos
- 1996 : Landesmuseum, Oldenburg, Allemagne
- 1996 : Isländische Nationalgalerie, Reykjavik, Islande
- 1996 : Bonnefanten Museum, Maastricht, Pays-Bas
- 1996 : 23 Bienal Internacional de Sao Paulo, Brésil
- 1996 : CGAC Centro Galego de Arte Contemporánea, Saint Jacques de Compostelle, Campus Stellae, Espagne
- 1997 : Museo Nacional de Bellas Artes, Buenos Aires, Argenetine
- 1997 : Kunsthalle Krems, Autriche. abgrundtiefe - perspektiefe Retrospektiefe 1947-1997
- 1997 : Museo Nacional de Bellas Artes, Santiago, Chili
- 1997 : Kunstmuseum, Bonn, Allemagne. Die Radierungen
- 1998 : Staatliche Galerie Moritzburg, Halle-sur-Saale, Allemagne. Die Radierungen
- 1998 : Nationalgalerie, Prague, République Tchèque
- 1998 : Haus der Kunst der Stadt Brno, République Tchèque
- 1998 : Carolino Augusteum, Salzburger Museum für Kunst und Kulturgeschichte, Salzbourg, Autriche. FestSpieler
- 1999 : Städtische Kunstsammlungen, Augsbourg, Allemagne. Fingermalereien - Schleierbilder 1998
- 1998 : Salzburger Landessammlungen, Rupertinum, Salzbourg, Autriche. Die Radierungen
- 1998 : Theatermuseum Hannover., Hanovre, Allemagne. Mimen
- 2000 : Stedelijk Museum, Amsterdam. Retrospektive
- 2000 : Provinciaal Centrum voor Beeldende Kunsten, Hasselt, Belgique. Retrospektive
- 2000 : Kunstforum Wien, Vienne, Autriche. Arnulf Rainer - Gegen.Bilder
- 2000 : Neue Galerie der Stadt Linz, Autriche. Retrospektive
- 2001 : Galleria d'Arte Moderna Bologna, Bologne, Italie. Arnulf Rainer Retrospettiva 1948-2000
- 2001 : Sinclair-Haus, Bad Homburg, Allemagne. Schichten der Nacht. Arnulf Rainer-Victor Hugo
- 2001 : Museum Würth, Künzelsau, Allemagne
- 2001 : Städtische Galerie im Lenbachhaus, Munich, Allemagne. Bibelübermalungen aus der Sammlung Frieder Burda
- 2002 : Jablonka Galerie, Cologne, Allemagne et Tony Shafrazi Gallery, New York, Etats-Unis. Crosses Kreuze
- 2002 : Galerie Lelong, Paris et  Zürich, France et Suisse. Arnulf Rainer. Le regard voilé
- 2002 : Pinakothek der Moderne, Munich, Allemagne. Rainer-Raum (permanent)
- 2003 : Galeria Nieves Fernàndez, Madrid, Espagne

µ 2003 : Museo Correr, Venise, Italie. Canova-Rainer
- 2004 : musée Message Biblique Marc Chagall, Nice, France. Peintures/Surpeintures, 1995 - 2003
- 2005 : Sammlung Essl, Vienne, Autriche. Tapies / Rainer, Porteurs de Secret
- 2005 : La Maison Rouge, Paris, France. Arnulf Rainer et sa collection d’Art brut
- 2005 : Armando Museum, Amersfoort, Pays-Bas. Körpersprache – Landschaftssprache
- 2005 : Akira Ikeda Gallery, Taura. Hiroshima, Japon
- 2005 : Galerie Karl Pfefferle, Munich, Allemagne. Neue Fotografien
- 2005 : Kunstverein Ulm, Allemagne. Kanarien
- 2005 : musée municipal de La Haye, La Haye, Pays-Bas. Arnulf Rainer en Outsider Art

- 2006 : Galerie Lelong, Paris, France. Visages dérobés
- 2006 : Museo de Zaragoza, Saragosse, Espagne
- 2006 : musée des arts appliqués, Vienne
- 2007 : Deichtorhallen, Hambourg, Allemagne. Arnulf Rainer / Dieter Roth : Misch- und Trennkunst Gemeinschaftsarbeiten und Einzelwerke, 1968-2005
- 2007 : MAK Center for Art and Architecture, Los Angeles, Etats-Unis
- 2008 : Österreichische Galerie Belvedere, Vienne, Autriche
- 2008 : Museum Moderner Kunst Kärnten, Klagenfurt, Autriche
- 2008 : Galerie Lelong, Paris, France. Arnulf Rainer. Fehlfotografie
- 2009 : musée d'art moderne de Saint-Étienne, France
- 2009 : Kunstlocatie Würth, Bois-le-Duc, Pays-Bas
- 2009 : galerie Ulysses, Vienne, Autriche
- 2009 : Arnulf Rainer Museum, Baden, Autriche. Aller Anfang ist schwer
- 2010 : Pinakothek der Moderne in der Alten Pinakothek, Munich, Allemagne. Arnulf Rainer. Der Übermaler.
- 2010 : Galerie Karl Pfefferle, Munich, Allemagne. Puppetry (Puppentheater)
- 2010: Arnulf Rainer Museum, Baden, Autriche. Kreuz – Es ist das Kreuz, das den Sinn ergeben könnte
- 2010: Arnulf Rainer Museum, Baden, Autriche. Visages
- 2011 : maison de Victor Hugo, Paris, France. Arnulf Rainer - Victor Hugo: surpeintures.
- 2011 : Galerie Lelong, Paris, France. Arnulf Rainer. Œuvres sur papier
- 2014 : Arnulf Rainer Museum, Baden, Autriche. Damien Hirst/Arnulf Rainer: Durcheinander/Commotion
- 2014/2015 : Albertina, Vienne, Autriche. Arnulf Rainer. Retrospektive
- 2015 : Museum Frieder Burda, Baden-Baden, Allemagne. Arnulf Rainer. Retrospektive
- 2015 : Musée Weserburg (de), Brême., Allemagne Land in Sicht
- 2015 : Kunstmuseum Ahlen, Allemagne. Malerei, Arbeiten auf Papier
- 2017 : Lentos Kunstmuseum Linz, Autriche. Arnulf Rainer - Neue Arbeiten auf Papier (31 mars - 31 juillet 2017)
- 2019 : Galerie Lelong & Co., Paris, France. Arnulf Rainer. Recouvrements
- 2022 : Galerie Lelong & Co., Paris, France. Ex nihilo

## Collections
Depuis 2002, la Pinacothèque moderne de Munich présente dans une salle permanente, des œuvres d'Arnulf Rainer. Le Österreichische Galerie Belvedere, le Musée Städel, le MoMa, le Metropolitan Museum of Art, la National Gallery of Art, le Tate,  le Musée d'Art du comté de Los Angeles ou le Musée d'art moderne de Budapest conservent également ses œuvres. 
Un de ses travaux a été choisi en tant qu'affiche officielle du tournoi de Roland Garros 2008.